# توماس هسلر
توماس هاسلر (به آلمانی: Thomas Häßler) (زادهٔ ۳۰ مه ۱۹۶۶ در برلین) بازیکن اسبق فوتبال آلمانی است.

## زندگی ورزشی
با بازیهایی که این جوان ارائه میده شاید باید بگم که ما هم صاحب یک مارادونا هستیم. اگر حالا در تیم ملی به تکنیک لیتبارسکی افتخار می‌کنیم، باید در تیم المپیک هم به تکنیک هاسلر بنازیم. به نظر میرسه ما بعد از نزدیک به هفتاد سال بالاخره طعم مدال المپیک در رشته فوتبال رو خواهیم چشید.
این صدای گزارشگر شبکه ملی رادیویی آلمان بود که در هنگام المپیک ۱۹۸۸ به گوش می‌رسید و از بازی‌های اعجاب‌انگیز توماس هاسلر چنان به وجد اومده که او رو مارادونای آلمان خطاب می‌کند. بله در همین دوره از بازی‌ها بود که به لطف بازی‌های تکنیکی جوان کوتاه قامت در تمام نقاط خط میانی، سرزمین ژرمنها صاحب اولین مدال المپیکی (برنز) تاریخ فوتبال خود شد.

### دوران باشگاهی
هاسلر در سال ۱۹۶۶ در برلین متولد شد. فوتبال را در کودکی و با هردو پا از تیم‌های MetrorBerlin و سپس Reinickendorfer Fuchse شروع کرد.

## کلن
در همان نوجوانی به غرب آلمان رفت و به تیم کلن پیوست تا خود را به فوتبال آلمان معرفی کند. هاسلر با قد ۱ مترو ۶۶ فوتبال را در جوانی در کلن در کنار بزرگانی نظیر لیتبارسکی و بودو ایلگنر شروع کرد و توانست با این تیم نائب قهرمانی جام یوفا در سال ۹۸۶ و نائب قهرمانی بوندسلیگا در سال‌های ۱۹۸۹ و ۱۹۹۰ و قهرمانی جام حذفی را بدست آورد. او در سال ۱۹۸۹ آنقدر زیبا بازی کرد که توانست عنوان مرد سال فوتبال آلمان و بهترین پاسور بوندسلیگا را بدست آورد. او در این فصل موفق شد یکی از گل‌های خود را مستقیماً از روی نقطه کرنر به ثمر برساند و ضربه هد شیرجه‌ای او در برابر هامبورگ از ذهن طرفداران کلن پاک نشدنی است. جام جهانی ۱۹۹۰ در ایتالیا که با قهرمانی آلمان همراه بود به او لقب (پسر محبوب ژرمنها) را دادند و تیم‌های بزرگ اروپا خواهان وی شدند و او از بین آث میلان، بارسلونا، یووه و باشگاه فوتبال اشتوتگارت، باشگاه فوتبال یوونتوس را انتخاب کرد.

## یوونتوس
دوران حضور او در یووه یکسال طول کشید که همراه با مصدمیتهای جزئی اما پرتعداد همراه بود. با وجود درخشش دریووه هاسلر بعد از پایان فصل به دلیل بروزمشکل با مربی تیم خواهان ترک یووه شد و اعلام کرد از این به بعد فقط درتیمی بازی خواهم کرد که در آن بتوانم آزاد و زیبا بازی کنم ونام و عنوان تیم‌ها، دیگر برایم اهمیتی ندارد.

## آ اس رم
سپس برای مدت ۳ سال به آ اس رم پیوست و اوج فوتبال خود را در این تیم به نمایش گذاشت. او به همراه رودی فولر و کلودیو کانیجیا مثلث آتش رم را تشکیل داند. در همین زمان بود که بازی‌های تکنیکی و گل‌های زیبای هاسلر تماشاگران ایتالیایی را به ورزشگاه کشاند. گلزنی او از روی ضربه آزاد از ۳۸ متری به لاتزیو در دربی شهر رم و گلزنی از زمین خودی از فاصله ۶۰ متری به ناپولی او را بیش از پیش محبوب مردم رم کرد؛ ولی متأسفانه با تمام درخشش مثلث رم، خط دفاع و دروازه‌بان آنقدر بد کارکردند که این تیم نتوانست قهرمانی را از چنگ میلان و یووه خارج کنند و به یک قهرمانی و یک ناب قهرمانی در جام حذفی بسنده کردند. بازی‌های او در یورو ۱۹۹۲ وانتخاب شدن توماس در ۲ سال پی در پی به عنوان بهترین پاسور لیگ ایتالیا باعث شد وی به همراه استویچکوف بلغاری (از بارسلونا) و دنیس برگ کمپ هلندی (از آژاکس) به عنوان ۳ نامزد کسب مرد سال دنیای فوتبال معرفی شوند که در این بین مرد بلغاری با کسب اندک آراء بیشتر نسبت به توماس و دنیس توپ طلا را از آن خود کرد و هاسلر با ۲ رأی اختلاف نسبت به برگ کمپ سوم شد. بعد از رای‌گیری اکثریت خبرنگاران بر این عقیده بوند که اگر آس رم هم مانند بارسلونا و آژاکس در لیگ قهرمانان اروپا حاضر بود این عنوان را هاسلر کسب می‌کرد.
ولی در همین زمان اتفاق جالبی افتاد. لیست ۵۰ نفره کاندیداهای مرد سال فوتبال ایتالیا اعلام شد که بازیکنانی نظیر (روبرتو باجو، مارکو فان باستن، پائولو مالدینی، رودگولیت، فرانک رایکارد، فرانکو باره سی، جوزپه برگومی، پالیوکا، آندریاس برمه، لوتار ماتئوس، یورگن کلینزمن، رودی فولر، کانیجیا و هاسلرو …) در آن دیده می‌شدند و در حضور همه این بزرگان توماس هاسلر از سوی مربیان، بازیکنان و خبرنگاران ایتالیایی به عنوان بهترین بازیکن سال فوتبال ایتالیا انتخاب شد تا به همه ثابت شود این بازیکن ۲۵ ساله سرآمد کالچیونشینان بوده‌است.
سخنان بزرگان بعد از این انتخاب و پایان فصل بسیار جالب بود:
فرانتس بکن بائر: هاسلر به همه ثابت کرد که حتی از امثال و ان باستن و باجو و لوتار هم آماده‌تر است، پس اینکه چطور فیفا کس دیگری را به عنوان مرد سال انتخاب کرد برای من جای تعجب دارد.
فابیو کاپلو: در این فصل همه چیز برای ما (میلان) با قهرمانی در اروپا خوب پیش رفت. تنها چیزی که امثال تیم قدرتمند من و البته سایر تیم‌های ایتالیایی را اذیت کرد تکنیک هاسلر جوان بود. او واقعاً غیرقابل کنترل است.
پائولو مالدینی: من همیشه در کارهای دفاعی مورد اعتماد مربیان بودم اما هر موقع که با رم بازی داشتیم کاپلو تأکید می‌کرد که امروز محوطه ۱۸ قدم از هر طرف ۳ متر بزرگتره و به دلیل حضور استاد ضربات آزاد در زمین (هاسلر) هیچ‌کس حق خطا کردن در این فاصله را ندارد.
جوزپه برگومی (کاپیتان اینتر): واقعاً مسخره است که از یک مدافع بخواهید در اطراف محوطه جریمه هم مرتکب هیچ خطایی نشه. پس ما باید چطور مثلث رم را مهار کنیم.
باره سی (مدافع میلان): ما توانستیم یووه را پشت سر بگذاریم. اما باید بگم این قهرمانی را یووه ۳ سال پیش به ما تقدیم کرد. زمانی که آن‌ها هاسلر را نشناخته به رم فروختند تا هم تیم خودشان از آن به بعد سردرگم بازی کند و هم ضربات آزاد او بلای جان تورینیها در دیدار رفت و برگشت امسال شود. من از هاسلر بابت اون ۶ امتیاز تشکر ویژه می‌کنم.
هاسلر در سال به وطن بازگشت. همان‌طور که قبلاً اشاره کرد پیشنهادهای بزرگ رو نادیده گرفت و به تیم نه چندان مطرح کارلسروهه پیوست.
مدیران رم برای قدردانی از زحمات هاسلر و بازی‌های درخشانش با سرمایه‌گذاری مشترک با خود توماس هتلی را با نام Hassler در رم ایتالیا افتتاح کردند و ۵۵ درصد سهام آن را به نام توماس کردند. این هتل همچنان در رم میزبان توریستها است.

## کارلسروهه
او در کارلسروهه دوران موفقی را پشت سر گذاشت و توانست ۳ بار دیگر بهترین پاسور بوندس لیگا شود.
کارلسروهه با حضور توماس ۲ بار تا نیمه نهایی جام یوفا پیش رفت ولی به جام نرسید. اما یکی از این دیدارها در مرحله یک‌هشتم همیشه در یاد طرفداران هاسلر باقیست. در مرحله یک‌هشتم در شرایطی که کارلسروهه تا دقیقه ۷۹ از سنت اتین فرانسه عقب بود با ۲ ضربه ایستگاهی هاسلر در دقایق ۸۰ و ۸۹ بازی را به تساوی کشید و در دیدار برگشت نیز با اینکه تا دقیقه ۵۶ از همین حریف در آلمان عقب بودند اما هاسلر دوباره ۲ ضربه ایستگاهی دیگر نثار فرانسویها کرد تا نماینده آلمان به دور بعد صعود کند.
نکته جالب این بود که۲ گل از این ۴ گل با پای چپ به ثمر رسید.
ضمن اینکه هاسلر موفق شد بار دیگر در دواران بازیگری، از زمین خودی و از ۶۰ متری گلزنی کند و اینبار اشتوتگارت پذیرای این گل زیبا بود.
کارلسروهه در زمان حضور توماس فقط به یک عنوان نائب قهرمانی در جام حذفی بسنده کرد.

## بروسیا دورتمند
در سال ۱۹۹۸ با افت کارلسروهه هاسلر تصمیم به ترک این تیم گرفت وبنا به پیشنهاد آندریاس مولر دوست صمیمی و همبازی و زوج او در تیم ملی به دورتمند پیوست. بعد از این انتقال تمامی مطبوعات داخلی و خارجی آلمان دورتمند را مدعی اول کسب قهرمانی بوندسلگیا معرفی کردند. در همه جا بحث از حضور مولر، هاسلر، سامر، رویتر و کهلر در کنار یکدیگر بود.
اما متأسفانه حضور میشائیل اسکیبه به عنوان سرمربی دورتمند همه چیز را خراب کرد. اسکیبه نتوانست احساسات خود را در دورتمند پنهان کند. چرا که او از هاسلر کوچکتر بود و با آمدن هاسلر در سال ۱۹۹۴ به کارلسروهه او در این تیم ذخیره‌نشین توماس شده بود و به هیچ وجه دل خوشی از اونداشت.
با شروع فصل مشکلات اسکیبه و هاسلر خیلی زود بروز کرد. اسکیبه اعتقاد داشت که از بین مولر و هاسلر یکی باید در زمین باشد به همین دلیل در اکثر بازی‌ها این دو به جای یکدیگر وارد زمین شدند و به ندرت توانستند زوج طلایی خط میانه آلمان را در دورتمند تکرار کنند. همین یک دندگیهای اسکیبه باعث شد تا دورتمند به هیچ مقام قابل توجهی نرسد و هاسلر بعد از یک فصل راهی مونیخ ۱۸۶۰ شود ومولر هم یک سال بعد از آن راهی شالکه شد.

## مونیخ ۱۸۶۰
در مونیخ هاسلر بازی‌های زیبای خود را تکرار کرد و این تیم را به بالای جدول بوندسلیگا کشاند. خیلی زود هاسلر محبوب طرفداران شهر مونیخ شد و خیلی از مواقع هواداران بایرن هم برای دیدن بازی او به المپیک مونیخ می‌آمدند.
شاید دلیل این امر دوستی توماس با اکثر بایرنیها به دلیل حضور در تیم ملی بود. طبق گفته خود توماس او اوقات فراغت خود را در مونیخ با اشترونز، اشتفان افنبرگ، اولیور کان و مهمت شول می‌گذرانده و دوستی خانوادگی نزدیکی بین اونها برقرار بوده.
در مونیخ ۱۸۶۰ توماس به جامی دست نیافت اما این تیم را از یک تیم میانه جدولی به یک تیم مدعی در آلمان تبدیل کرد و در طول فعالیت ۴ ساله‌اش در این تیم ۲ بار دیگر عنوان بهترین پاسور آلمان را کسب کرد تا از این حیث رکورد دار تاریخ آلمان شود. مارتین مکس هم به لطف پاسهای درخشان او عنوان آقای گل بوندسلیگارو کسب کرد.
ضمن اینکه در سال ۲۰۰۰۰ گل زیبای هاسلر که بعد از دریبل ۵ دورتمندی و شوت پرقدرتش از پشت محوطه ۱۸ قدم در پیروزی ۳ بر یک برابر این تیم به ثمر رسید و گل سال فوتبال آلمان شد.
خود هاسلر این گل را این چنین یادآوری می‌کند: از اینکه این گل برترین گل سال آلمان شد خوشحالم و این گل فقط می‌تواند هدیه من به یک نفر باشد، او هم کسی نیست جز میشائیل اسکیبه.

## سالزبورگ
در سال ۲۰۰۳ توماس تصمیم گرفت از رقابت‌های باشگاهی هم خداحافظی کند اما باشگاه سالزبورگ پیشنهاد مبنی بر مربی بازیکن به وی داد و قرارداد ۱ ساله با او امضاء کرد.
در پایان سال ۲۰۰۴ در آخرین دیدار سالزبورگ در لیگ اتریش ظرفیت ورزشگاه ۲۵ هزار نفری این تیم پر شد از تماشاگران آلمانی که از نقاط مختلف برای دیدن آخرین بازی پسر محبوبشان به ورزشگاه آمدند.
نکته جالب حضور هوادارانی از باشگاه‌های آس رم و، کلن، کارلسروهه، دورتمند و مونیخ ۱۸۶۰ بود که تعدادشان نزدیک به ۱۲ هزار نفرمیرسید.
وبالاخره توماس در کنار دوستان نزدیک و هوادارانش از مستطیل سبز خداحافظی کرد.
وی هم‌اکنون به عنوان مربی در کلاسهای آموزشی شرکت می‌کند؛ و مدتی نیز دستیار برتی فوگتس در تیم نیجریه بود.

## جام جهانی ۱۹۹۰
او در سال ۱۹۸۸ برای اولین بار توسط فرانتس بکن باوئر به تیم ملی آلمان دعوت شد و اولین بازی را در برد ۴ بر ۰ آلمان مقابل فنلاند انجام داد که موفق شد۲ پاس گل در آن بازی برای مهاجمین آلمان مهیا کند. جام جهانی ۱۹۹۰ در ایتالیا آغاز شد و جوان کوتاه قد آلمان موفق شد با درخشش در کنار لوتار ماتئوس و لیتبارسکی در خط میانه قهرمانی جهان را بدست آورند.

## یورو ۱۹۹۲
در سال ۱۹۹۲ در رقابت‌های جام ملت‌های اروپا، آلمان با بازی‌های خیره‌کننده هاسلر عنوان نائب قهرمانی را کسب کرد. ۲ ضربه ایستگاهی او در این رقابت‌ها را، هیچ طرفدار فوتبالی از یاد نخواهد برد. در بازی اول قهرمان جهان در مقابل روسیه به دیوار سخت دفاع و دیمیتری خارین (دروازه‌بان پرآوازه روسها) برخورد. در حالیکه ژرمنها تا دقیقه ۹۱ از حریف عقب بودند یک ضربه ایستگاهی در پشت محوطه جریمه نصیب آلمان‌ها شد. توماس بدون توجه به کسی توپ را برداشت و در حضور لوتار ماتئوس و آندراس برمه کاشته زن، به تنهایی پشت توپ ایستاد. با اینکه خارین بهترین گلر دنیا در سال۹۱ بود اما ضربه هاسلر با نهایت دقت، سرعت، قدرت و کات وحشتناک به گوشه راست دروازه رفت و جهش بلند خارین هم به جایی نرسید. این گل تا سال‌ها تیتر بسیاری از شبکه‌های ورزشی در دنیا بود حتی تا ۳ سال این گل در تیتراژ برنامه ورزش و مردم چشم هر بیننده‌ای را در ایران نوازش می‌داد. صحبتهای بازیکنان بعد از این دیدار شنیدنی بود.
اندریاس برمه: من نفهمیدم چه اتفاقی افتاد فقط توماس را دیدم که توپ رو با خونسردی روی زمین تنظیم میکنه، با اینکه قرار بود من کاشته زن اول باشم ولی نمیدونم چرا به خودم اجازه ندادم پشت توپ بایساتم.
لوتار ماتئوس: توماس به دلیل مصدومیت فقط ۵ روز قبل از شروع بازی‌ها به تیم ملحق شد و با توجه به تمرینات، من یا برمه باید ضربه را می‌زدیم. جسارت او واقعاً ستودنی است.
بودو ایلگنر: از زاویه‌ای که من ایستاده بودم کات وحشتناک ضربه توماس رو دیدم بدون شک نه من و نه دیمیتری و نه هیچ دروازه‌بان دیگری نمی‌توانست این ضربه را مهار کند.
برتی فوگس: ما در سال ۹۰ با ریختن دیواره برلین به روس‌ها نشان دادیم که مردمی سرزنده هستیم. اکنون ضربه توماس در دقیقه ۹۱ در برابر دفاع روس‌ها مرا یاد همان خاطرات انداخت.
دیمیتری خارین بعد از بازنشستگی از گل هاسلر به عنوان بدترین خاطره ورزشی خود در مطبوعات روسیه یاد کرد و البته ضربه زیبای او را ستودنی خواند.
هاسلر همین کار را هم در برابر سوئد تکرار کرد تا آلمان راهی فینال شود. با وجود بازی خوب هاسلر در فینال، آلمان‌ها مغلوب دانمارک شدند تا جام را به یاران اشمایکل واگذار کنند.
با این حال هاسلر در سال ۱۹۹۲ برای دومین بار به عنوان مرد سال فوتبال آلمان برگزیده شد.

## جام جهانی ۱۹۹۴
توماس در سال ۱۹۹۴ به همراه آلمان در جام جهانی حضور یافت اما ژرمنها با شکست برابر بلغارستان راهی خانه شدند.

## یورو ۱۹۹۶
در سال ۱۹۹۶ و با شروع یورو در انگلیس هاسلر بار دیگر به اردوی ژرمنها دعوت شد تا به عنوان کاپیتان دوم آلمان‌ها کشورش را در راه کسب آخرین جام بین‌المللی همراهی کند.
در این رقابت‌ها آلمان‌ها با اقتدار و به لطف درخشش ۴ بازیکن در چهار خط (کوپکه درون دروازه، سامردفاع و لیبرو، هاسلر هافبک بازیساز و کلینزمن کاپیتان و مهاجم) عنوان قهرمانی رو از آن خود کنند و رکورد ۳ قهرمانی در یورو رو به جای بگذارند.
برتی فوگس در مورد بازی‌های توماس در یورو می‌گوید: پاسهای دقیق و قدرت بازیسازی او در کنار حضور درخشان سامر خط میانی مارا رؤیایی کرده بود. اوج بازی‌های او برابر انگلیس میزبان بود. در شرایطی که بازی در نیمه نهایی یک بر یک به پایان رسید. نوبت ضربات پنالتی شد. من منتظر بودم در این شرایط پراسترس یکی از بازیکن‌ها داوطلب برای زدن ضربه اول بشه و وقتی از بازیکنان سؤال کردم دیدم که یکی یکی خودشان رو عقب می‌کشند. خیلی جالب بود بعد از گذشت چند ثانیه از سؤال من همه بازیکنان چه فیکس و چه ذخیره کنار من اومدند و توماس به تنهایی روبروی ما ایستاده بود و همگی بدون اینکه حرفی بزنند با چشم به توماس اشاره می‌کردند. هاسلر هم بعد از دیدن این صحنه لبخند زد و با اعتماد به نفس کامل گفت همین الان با انتخاب شما ما از انگلیسی‌ها یک پنالتی جلو افتادیم. با این حرف او همه شاگردانم خوشحال شدند. ارزش این حرف او زمانی مشخص شد که هم خودش و هم ۵ نفر بعد تمامی ضربات خود رو تبدیل به گل کردند. در واقع او با همان یک جمله روحیه تیم مارو دوچندان کرد و ما میزبان رو حذف کردیم.

## جام جهانی ۱۹۹۸
در سال ۱۹۹۸ جام جهانی در فرانسه آغاز شد وآلمان به همراه هاسلر و سایر بزرگان به دلیل میانگین بالای سنی تیم با شکست از کرواتها جام را ترک کردند. شاید تنها نکته مربوط این جام سانتر منجر به گل هاسلر روی سر الیور بیرهوف در دیدار مقابل ایران بود.

## یورو ۲۰۰۰
در سال ۲۰۰۰ درحالی که فوتبال آلمان‌ها خالی از استعداد بود اریش ریبک مربی وقت آلمان شد و بدترین دوران فوتبال ژرمنها را رقم زد. در حالیکه رقابت‌های یورو نزدیک بود مطبوعات آلمان تنها راه نجات تیم در این شرایط را دعوت از مرد همه‌کاره مونیخ ۱۸۶۰ می‌دانستند تا شاید آلمان با حضور او در کنار مهمت شول جان تازه‌ای بگیرد. در همین ایام زندگی خصوصی توماس نقل محافل ورزشی شد و همه خبر از جدایی او از همسرش (که مدیر برنامه‌هایش نیز بود) می‌دادند.
در این شرایط بحرانی ریبک بر خلاف میل باطنی هاسلر را در ۱ ماه مانده به شروع یورو دعوت کرد و بازوبند کاپیتانی را به او سپرد. آلمان با حضور ۹۰ دقیقه‌ای او موفق شد چک را ۳بر۲ و لیختن اشتاین را ۸ بر ۲ در دیدارهای دوستانه شکست دهد و راهی یورو شود.
علیرغم درخشش هاسلر در این بازی‌ها ریبک در یورو فقط ۲ بازی به او داد. ابتدا مقابل رومانی ۷۵ دقیقه بازی کرد و بعد از تعویض او آلمان گل مساوی را دریافت کرد.
در دیدار برابر انگلس اصلاً بازی نکرد و آلمان ۱ بر صفر باخت و در دیدار برابر پرتغال در ۵ دقیقه پایانی و بعد از دریافت ۳ گل وارد زمین شد. آلمان با کسب فقط ۱ امتیاز بدترین کارنامه خود را در یورو بجا گذاشت و هاسلر با ۱۰۱ بازی ملی برای همیشه از فوتبال ملی خداحافظی کرد.
بعد از این رقابت‌ها مطبوعات آلمان ریبک رامورد حمله قرار دادند و او را یک شیاد قلمداد کردند که می‌خواسته با دعوت هاسلر فقط دهان مطبوعات رو ببندد.
هاسلر بعد از این رقابت‌ها موفق شد خانواده خود را بار دیگر سروسامان دهد و از جدایی همسرش جلوگیری کند.

## افتخارها

### شخصی
- مرد سال فوتبال جهان: سوم ۱۹۹۲
- مرد سال فوتبال آلمان: ۱۹۸۹؛۱۹۹۲

### باشگاهی
- - جام حذفی آلمان: نائب قهرمان ۱۹۹۶
  - جام حذفی ایتالیا: نائب قهرمان ۱۹۹۳
  - جام یوفا: نایب قهرمان ۱۹۸۶
  - بوندسلیگا: نائب قهرمان ۱۹۸۹؛۱۹۹۰

### ملی
- - مسابقات قهرمانی فوتبال اروپا: قهرمان ۱۹۹۶
  - مسابقات قهرمانی فوتبال اروپا: نائب قهرمان ۱۹۹۲
  - مسابقات قهرمانی فوتبال جهان: قهرمان ۱۹۹۰